# Trapito
A Trapito 1975-ben bemutatott argentin rajzfilm, amelynek készítője a Producciones García Ferré. Az animációs játékfilm rendezője és írója Manuel García Ferré, producere Carlos Mentasti, zeneszerzője Néstor D’Alessandro.
Argentínában 1975. július 17-én mutatták be a mozikban.

## Szereplők
| Szereplő             | Hang                |
| -------------------- | ------------------- |
| Trapito              | Marcelo Chimento    |
| Larguirucho          | Pelusa Suero        |
| Falábú kalózkapitány | Enrique Conlazo     |
| A madarak ősatyja    | Enrique Conlazo     |
| Salapín              | Néstor D’Alessandro |

További szereplők hangja: Enrique Conlazo, Norma Esteban, Mario Gian, Susana Sisto, Pelusa Suero

## Betétdalok
- Trapito
- Salapin Salapon
- La granja de Larguirucho
- Las cosas más hermosas de la vida
- Que mala pata
- Gotitas de Cristal